# اقتصاد ارمنستان
ارمنستان کشوری است با ۲۹ هزار و ۷۴۳ کیلومتر مربع مساحت و جمعیتی بیشتر از ۳ میلیون و ۶۰ هزار نفر که در شمال با گرجستان (۱۶۴ کیلومتر)، در غرب با ترکیه (۲۶۸ کیلومتر)، در شرق با آذربایجان (۵۶۶ کیلومتر) و در جنوب با ایران (۳۵ کیلومتر) و نخجوان (۲۲۱ کیلومتر) مرز مشترک دارد.

## تاریخچه اقتصاد ارمنستان
ارمنستان دومین جمهور شوروی سابق از نظر تراکم جمعیتی می‌باشد این کشور محصور در خشکی بین دریاهای سیاه و خزر است.

### پیش از استقلال
قبل از استقلال ارمنستان اقتصاد این کشور اقتصادی صنعت محور بود. صنایع فعال در این منطقه در سال‌های قبل از استقلال عبارت بودند از صنعت تولید مواد شیمیایی، تولید ماشین آلات صنعتی، فرآوری مواد غذایی، نساجی، تولید رزین و الکترونیک. مسئله با اهمیت وابستگی این صنایع به واردات مواد اولیه از کشورهای خارجی بود که سبب تضعیف آن‌ها شد.

### پس از استقلال
بانک مرکزی ارمنستان، نرخ رشد اقتصادی ارمنستان در نیمه اول سال ۲۰۰۵ را برابر با ۱۰٫۲ درصد اعلام کرد.
ساختار اقتصادی ارمنستان از سال ۱۹۹۱ اساساً تغییر کرده‌است؛ بخش‌هایی همچون ساختمان‌سازی و خدمات جای کشاورزی و صنعت را به عنوان سهام‌داران اصلی رشد اقتصادی گرفته‌اند. «صنعت فرآوری الماس» که یکی از مهم‌ترین صادرکنندگان و همچنین یکی از اصلی‌ترین جذب کنندگان سرمایه خارجی در سال‌های ۲۰۰۰ تا ۲۰۰۴ بود، با کاهشی شدید در میزان تولیدات برای سال ۲۰۰۵ مواجه شد؛ این مسئله ناشی از کاهش عرضه مواد اولیه از سوی روسیه و رکود کلی بازارهای بین‌المللی الماس بود. دیگر بخش‌های صنعتی که رشد صنعتی را پیش می‌بردند، شامل بخش‌های انرژی، متالورژی و فرآوری غذا بود.

### پیشرفت پسا-انتقال (۹۹–۱۹۹۱)
در سال ۱۹۹۴ بازگشت ارمنستان به رشد اولین کشور در میان جمهوری‌های شوروی سابق که هنوز پس از فروپاشی اتحاد شوروی در حال بازسازی است، چیزی کم از یک رویداد چشمگیر نبود و در حالی به‌دست آمد که اقتصاد ارمنستان در پی زمین‌لرزه اسپیتاک و جنگ قره‌باغ، داشت بهبود می‌یافت. رشد اقتصاد با کارآفرینان دولتی کوچک و متوسط اما به شدت موفق و چابک و خصوصی‌سازی زمین پشتیبانی و تأیید شد. در آن زمان، ناتوانی در ایجاد شرایط برای ایفای نقش مناسب بازارها و نبود نقش معناداری برای دولت، تنگناهای کلیدی پیشرفت به‌شمار می‌رفت. تداوم نزاع در منطقه قره باغ و ماترکِ صنعتی شوروی تا آن زمان اساساً به ساختار اقتصادی فرسوده کمکی نکردند. در اینجا فهرستی کوتاه از عواملی که بحران را تثبیت کرد و روی بیشتر رویدادها تأثیر گذاشت، ارائه می‌شود:
- نشانه‌های اولیه ظهور گروهی «تازه به دوران رسیده» که از ثروتی قابل توجه بهره‌مندند و نزدیکی آن‌ها به تصمیم سازان اقتصادی بروز یافته‌است.
- بذرهای حاکمیت استبداد به‌طور مؤثری کاشته شده‌اند. ژنرال‌ها خط مقدم جنگ بازگشته و به شدت قدرت گرفتند و نقش عمده‌ای در انتخابات جبارانه و پرکشمکش ۱۹۹۶ ایفا کردند.
- وعده جذب مشارکت یهودیان در بازسازی ارمنستان به شدت شکست خورد.

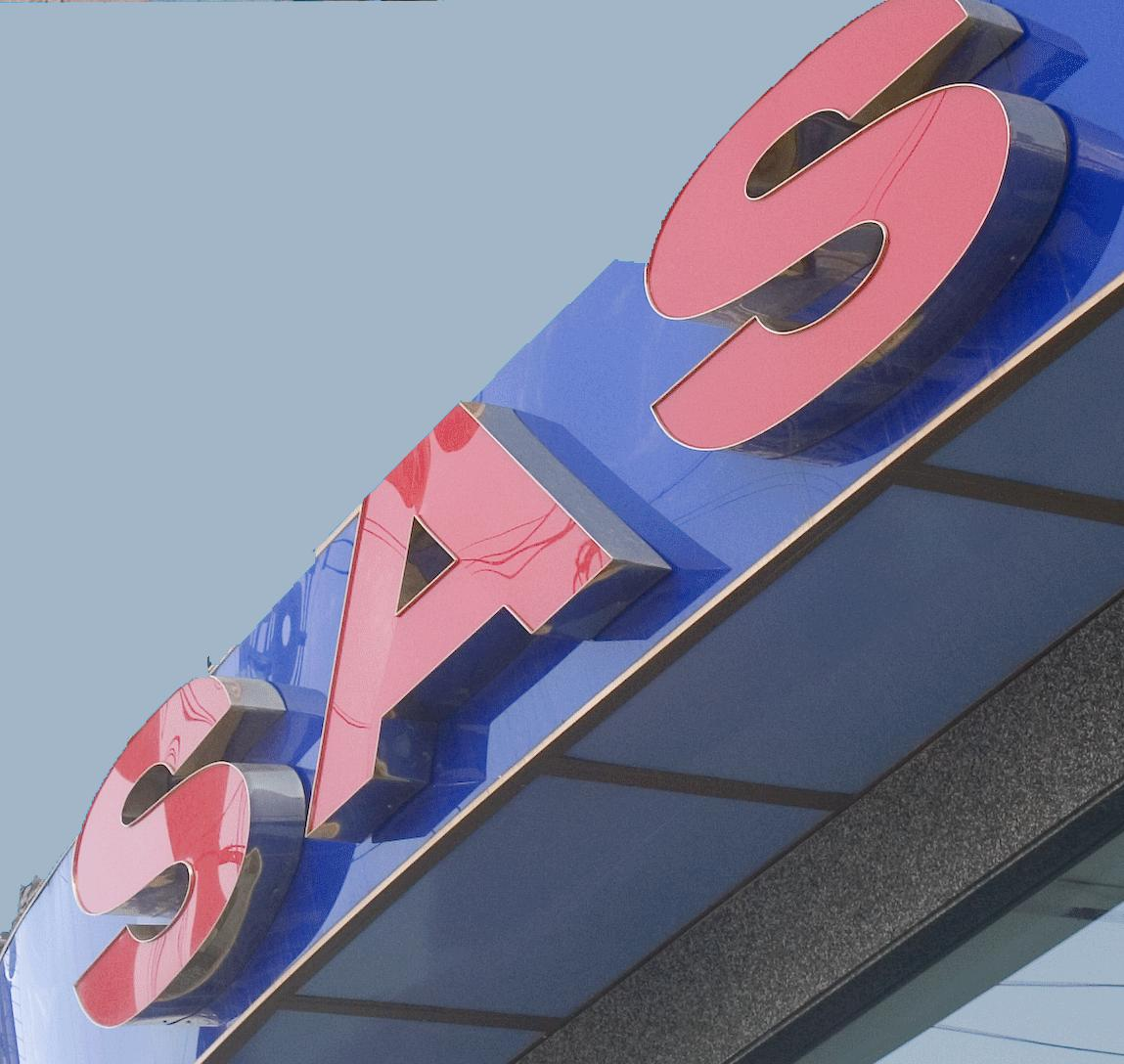
نشان ساختمان سوپرمارکت SAS

رشد اقتصادی ثابت ارمنستان، نهادهای بین‌المللی را به حمایت از آن ترغیب کرده‌است. صندوق بین‌المللی پول (IMF)، بانک جهانی، بانک اروپایی بازسازی و توسعه (EBRD) و دیگر نهادهای مالی بین‌المللی و کشورهای خارجی (IFIs)، اعطای امتیازات و وام را به ارمنستان بیشتر کرده‌اند. مجموع وام‌های تمدید شده از سال ۲۰۰۳ بالغ بر ۸۰۰ میلیون دلار می‌باشد. این وام‌ها با هدف کاهش کسری بودجه، ثبات ارز داخلی؛ توسعه کسب و کار خصوصی، بخش انرژی، کشاورزی، فرآوری غذا، حمل و نقل، بهداشت و آموزش عطا شده‌است. در ماه دسامبر سال ۲۰۰۵، Millennium Challenge Corporation (MCC) ایالات متحده با یک معاهده ۲۳۵ میلیون دلاری با دولت ارمنستان موافقت کرد که هدفش ترمیم شبکه‌های آبیاری و بهبود زیرساخت‌های حمل و نقل شهری بود
ادامه رشد وابسته به توانایی دولت در تقویت مدیریت اقتصاد کلان است که شامل: «افزایش تحصیل مالیات»، «بهبود شرایط سرمایه‌گذاری» و «برداشتن گام‌هایی علیه فساد» می‌شود. یک قانون «سرمایه‌گذاری خارجی آزاد» در ژوئن ۱۹۹۴ و قانونی دیگر در مورد خصوصی‌سازی در سال ۱۹۹۷ تصویب شد و همراه با آن برنامه‌ای برای خصوصی‌سازی املاک دولتی به اجرا درآمد. ارمنستان در ۵ فوریه ۲۰۰۳ به سازمان تجارت جهانی (WTO) پیوست.
طرفداران چنین دیدگاه‌هایی از انجام دو کار ناتوان هستند. اول از ارائه اسناد قطعی دربارهٔ موانع تجاری تحمیلی در مسیر رشد و توسعه ارمنستان و دوم از توضیح دربارهٔ اینکه چرا کشورهایی با حاکمیت‌های مشابه ارمنستان اما با تجارت خارجی مطلوب، ضعیف باقی می‌مانند. در حالی که من محدودیت‌های ژئوپلتیک و نگرانی‌های امنیتی دربارهٔ اقتصاد و پیامدهای اجتماعی را به‌طور عام و در بافت ارمنستان به‌طور خاص تصدیق می‌کنم، طرفدار این دیدگاه هستم که تصمیم گیران سیاسی در ایروان از سال ۱۹۹۱ تنگناهای مضاعفی را تحمیل کرده‌اند؛ تنگناهایی که در مقایسه با قیدهای امنیتی و جغرافیایی، محدودیت‌های بیشتری به وجود می‌آورند و روی پیامدهای اجتماعی و اقتصادی تأثیر منفی می‌گذارند.

### رکود کیفی (۲۰۰۰ تا ۲۰۰۷)
این دوره با ایفای نقش روبرت کوچاریان هم‌زمان شد. کسی که مهارت‌های سیاسی ویژه‌اش به او اجازه داد تا پس از ترورهای اکتبر ۱۹۹۹ قدرت را یکپارچه و نقش مسلطی را در مدیریت امور اقتصادی و سیاسی در ارمنستان ایفا کند. این دوره رشد دورقمی تولید ناخالص داخلی و ثبات مالی کلان را شاهد بود، اما با فقدان توجه به حکمرانی خوب و ایفای نقش مناسب بازارها همراه شد.
بخش ساخت و ساز که موتور اصلی رشد طی این دوره بود، مقادیر قابل توجهی از اعتبارات مالی و منابع تولید را جذب کرد، نرخ بهره و نرخ مبادله را تحریک کرد و دستمزدها به کلی بالا رفت. تحت این شرایط و بدون مداخله سیاسی مؤثر، و برخلاف نشانه‌های بسیار قدرتمند از سوی برخی بخش‌ها (به‌طور قابل توجهی از سوی آی. تی و بخش کشاورزی) اقتصاد در تنوع‌سازی ناتوان بود و به‌طور مؤثری، زمینه را برای کاهش شدید تولید ناخالص داخلی در سال ۲۰۰۹ آماده کرد. حواله وجه و سایر انتقال‌های مالی از خارج که رونق ساختمان‌سازی را برانگیخت، مدیریت اقتصاد کلان را پیچیده کرد و وابستگی معکوس به سطح اقتصاد خرد/خانگی را به بار آورد.
از لحاظ بودجه، این دوره با یک سیاست مالی پر از نوسان، به همراه کسری بودجه حتی در سال‌های رشد دو رقمی توصیف می‌شود. به‌رغم این، هزینه‌های ارمنستان در بهداشت، آموزش و سرمایه‌گذاری عمومی در میان پایین‌ترین‌ها در جهان بود. هزینه‌هایی که به عنوان درصدی از تولید ناخالص داخلی اندازه‌گیری می‌شوند. جمع‌آوری ضعیف درآمد مالیاتی که خود ناشی از نقش آفرینی طرفداران معدود و قدرتمند حکومت خارج از دسترس مقام‌های مالیاتی بودند، از جمله دلایل عمده پایین بودن هزینه‌های یاد شده به‌شمار می‌روند. این عده معدود تحت حمایت مستقیم رهبری سیاسی کشور عمل کرده‌اند و در زندگی عمومی و تصمیم‌سازی اقتصادی با نفوذتر از گذشته رشد کردند. این انحصارهای اقتصادی منتج به حذف رقابت در تولید و ورود کالاهای کلیدی شد و رشد اقتصادی را کاهش و قیمت‌ها را افزایش داد.

### در منطقه رکود (۲۰۰۸ تا کنون)
این دوره با تحول سیاسی در سال ۲۰۰۸ و اثر بحران جهانی مشخص می‌شود. آمادگی اندک در برابر بحران مالی و تدبیر ناکافی طی سال‌های ۲۰۰۸ و ۲۰۰۹ (with disproportionate reliance on externally financed fiscal stimulus compared to exchange rate and structural policies) به کاهش ۱۴.۲ درصدی در تولید ناخالص داخلی (GDP) در سال ۲۰۰۹، یکی از بدترین عملکردها در جهان از آغاز بحران مالی - منتج شد. پس از گذشت چهار سال، تولید ناخالص داخلی واقعی هنوز در پایین سطح سال ۲۰۰۷ خود است و پیش‌بینی می‌شود تنها با کندی در میان مدت رشد کند. در حالی که برخی تلاش‌ها برای ارتقای سطح نسبت مالیات به تولید ناخالص داخلی صورت گرفت، این تلاش‌ها با مقاومتی از سوی طرفداران معدود حکومت در فعالیت‌های اقتصادی مواجه شد. این موضوع، تمام بار انگیختگی اقتصاد را روی استقراض خارجی گذاشت. بدهی عمومی، به ویژه در مورد وام‌های بلند مدت، به همراه مقدار قابل توجهی جریمه برنامه‌ریزی شده برای ۲۰۱۲ تا ۲۰۱۴ به ترکیب و سطوح هشداردهنده‌ای رسیده‌است.
در اینجا برخی نکته‌های برجسته که باید به دستیابی مفهومی بهتر از چشم‌انداز حکمرانی و سیاستمداری در ارمنستان کمک کند، ارائه می‌شود:
- مداخله دولت، کنترل اقتصاد توسط گروه‌های ذی‌نفوذ، بدتر شده‌است. اقتصاد به شدت در دست افرادی که به‌طور مستقیم و غیرمستقیم در امر سیاست دخیلند، متمرکز باقی می‌ماند.
- مهاجرت, تاکنون از طبقه متوسط، افزایش یافته‌است[پانویس ۲]; نابرابری و فقر در حال افزایش است.
- دستور کاری برای رشد وجود ندارد و همه برنامه‌های آینده برای احیای اقتصاد با نرخ مبادله غلو شده، فساد، شرایط نامطلوب رقابت و حقوق مالکیت ضعیف مواجه خواهد شد.[۱۵]

روی هم رفته اینکه در آینده رشد بالقوه از کجا می‌تواند بیاید نامشخص است. با فرض کیفیت یکسانِ حکمرانی، تضاد سیاسی و ناخشنودی اجتماعی مداوم در پی کشته‌شدن تظاهرات‌کنندگان 1-2 مارس ۲۰۰۸ و فاصله گرفتن از یهودیان (که به عنوان کاتالیزوری برای سرمایه‌گذاری خارجی و مبارزه برای دستیابی به حکمرانی بهتر عمل کرده‌اند) ادامه یافت. در این حال، بیشتر سیاست‌های مشابه در حال پیگیری هستند و ناامیدی مردم تا روزی که رژیم امور اجتماعی و اقتصادی را اداره کند، در حال افزایش خواهد بود.

## بانکداری

### فهرست بانک‌های ارمنستان
در زیر بانک‌های جمهوری ارمنستان ارائه شده‌است
- 1-ACBA-Credit Agricole Bank
- 2-Anelik Bank
- 3-Ararat bank
- 4-Arexim Bank
- 5-Armbusiness Bank
- 6-ArdShinInvest Bank
- 7-ArmEconom Bank
- 8-Armenian Development Bank
- 9-Ameria Bank
- 10-ArmSwiss Bank
- 11-Artsakh Bank
- 12-BTA Bank
- 13-Converse Bank
- 14-HSBC Bank
- 15-Ineco Bank
- 16-Byblos Bank
- 17-Mellat Bank
- 18-ProCredit Bank
- 19-Prometey Bank
- 20-Unibank
- 21-VTB Bank
- 22-Cascade Bank

## انرژی
ارمنستان شدیداً وابسته به واردات سوخت، خصوصاً از روسیه است. کارخانه اتمی تولید برق ارمنستان (ANPP) در ۴۰٪ برق کشور را تأمین می‌کند، توربین‌های آبی و گرمایی نیز هر کدام ۳۰٪ برق را تولید می‌کنند. ارمنستان همه گاز طبیعی اش را از گازپروم روسیه و با قیمتی بسیار نازل تر از نرخ بازار جهانی وارد می‌کند؛ اما در توافق نامه‌ای جدید که در اواخر سال ۲۰۰۸ امضاء شد، قرار بر این شد که قیمت‌ها در سال ۲۰۰۹ و ۲۰۱۰ بسیار بالا رود و در سال‌های آتی به قیمت جهانی نزدیک شود.
قرار بود یک خط لوله گاز از ایران به ارمنستان در سال ۲۰۰۹ به بهره‌برداری کامل برسد و تنوع عرضه گازی را برای ارمنستان بالا ببرد. ارمنستان تقریباً همه محصولات تصفیه شده نفتی اش را از گرجستان وارد می‌کند. پس از نزاع میان روسیه و گرجستان، واردات سوخت و غذا از گرجستان به ارمنستان به‌طور متناوب قطع شده‌است و آسیب‌پذیری ارمنستان را از این تنها مسیر ترانزیتی برجسته ساخته است.

## مناسبات اقتصادی ارمنستان–ایران
عمده روابط جاری بین دو کشور را می‌توان صادرات گاز ایران به ارمنستان و واردات برق از آن کشور دانست.
قرارداد مربوط به واردات گاز طبیعی در سال ۱۹۹۲ بین ایران و ارمنستان امضاء شد. بخش اول خط لوله گاز صادراتی ایران به ارمنستان که در زمستان ۲۰۰۶ با حضور رؤسای جمهور دو کشور انجام شد. اجرای این پروژه در ارمنستان بین ۹۰ تا ۱۰۰ میلیون دلار و در ایران ۱۲۰ میلیون دلار هزینه دارد. در مرحله اول ایران سالانه ۴۰۰ میلیون متر مکعب گاز به ارمنستان صادر می‌کند و پس از تکمیل این خط لوله ۱۴۰ کیلومتری حجم صادرات گاز ایران به ۲/۳ میلیارد متر مکعب در سال می‌رسد.
دیگر پروژه اقتصادی مشترک میان دو کشور می‌توان به احداث دو کارخانه تولید برق آبی (هیدرو الکتریک) روی رود ارس در مرز دو کشور اشاره کرد.
تفاهم نامه اتصال ریلی ایران به ارمنستان در سال ۲۰۱۴ امضاء شد. روژه‌ای از شمال به جنوب ارمنستان در حال اجرا است که در سال ۲۰۱۹ به اتمام می‌رسد و در سال ۲۰۱۵ این پروژه در مرز ایران عملیاتی خواهد شد. برای اتصال ریلی در طرف ایران نیاز به احداث ۶۰ کیلومتر خط ریلی و در ارمنستان ۳۰۴ کیلومتر راه‌آهن نیاز است

در سال ۲۰۱۳ حجم مبادلات تجاری ایران و ارمنستان به ۲۹۳ میلیون دلار رسید. در این سال ۱۹۸ میلیون دلار انواع کالا از ایران به ارمنستان صادر و در مقابل ۹۵ میلیون دلار کالا از این کشور به ایران وارد شد و تراز تجاری بین ایران و ارمنستان مثبت ۱۰۳ درصد بود.

## مسایل زیست‌محیطی

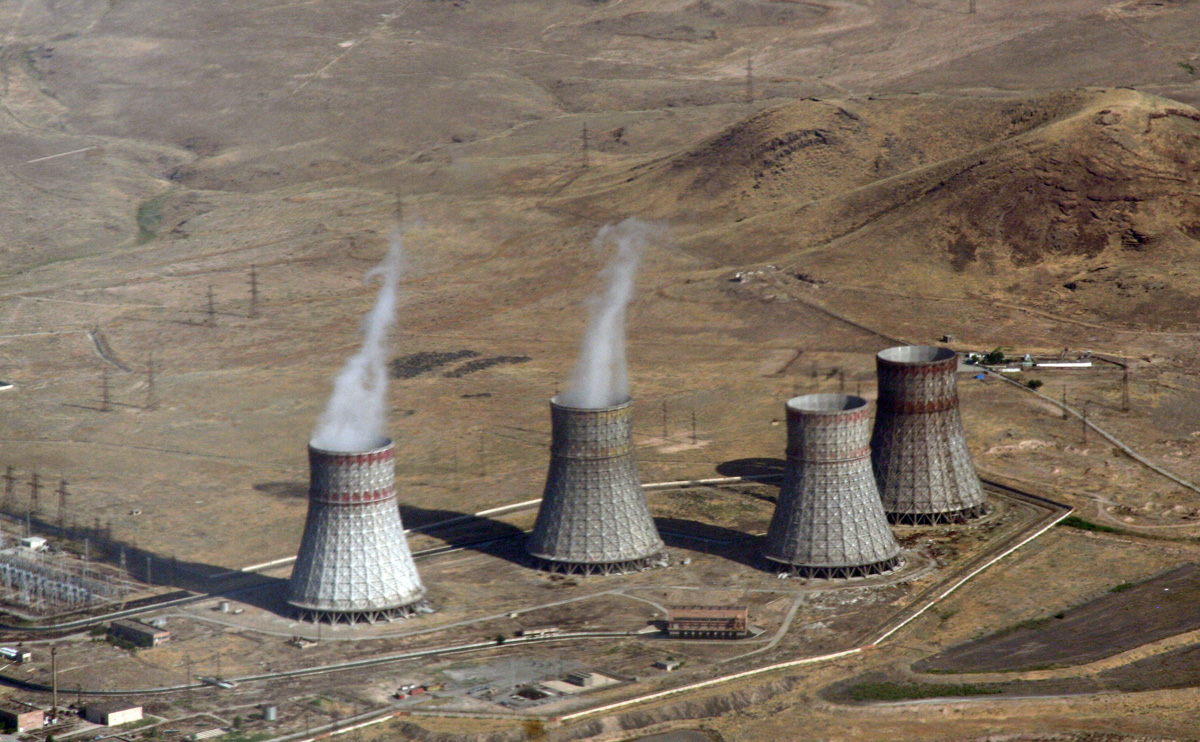
نیروگاه هسته‌ای متسامور

ارمنستان در تلاش است که مشکلات زیست‌محیطی اش را حل کند. او یک وزارت محیط زیست تأسیس کرده‌است و یک نظام جریمه آلودگی ایجاد کرده‌است که بر محصولات آلوده‌کننده آب و هوا و تخریب‌کننده خاک مالیات بسته است و عایدی آن مالیات‌ها را صرف فعالیت‌های حفظ محیط زیست می‌کند. قطع درختان به بهانه معدن کاوی در بخش‌های مهمی از کشور مورد اعتراض سازمان‌های غیردولتی طرفدار محیط زیست قرار گرفته‌است و در نتیجه این فعالیت‌ها، سیاست‌هایی از دولت که از سرمایه‌گذاری در بخش معدن حمایت می‌کند، مورد بحث و جدل قرار گرفته‌است. ارمنستان به همکاری با جمهوری‌های استقلال یافته (۱۲ کشور از این جمهورهای شوروی سابق) یا اعضای جامعه بین‌المللی بر سر مسائل زیست‌محیطی مشتاق است. این کشور تحت فشار جامعه بین‌الملل برای بستن کارخانه اتمی قدیمی تولید برق در متسامور است.
با توجه به وابستگی بیش از ۴۰ درصدی نیروی برق ارمنستان به این کارخانه، دولت هیچ راهی جز ساختن یک کارخانه اتمی دیگر نمی‌بیند. یک مؤسسه تحقیقاتی آمریکایی بر روی توسعه بین‌المللی، مطالعات ابتدایی را در ماه دسامبر ۲۰۰۸ کامل کرد و نتیجه گرفت که تأسیس یک کارخانه اتمی جدید ارزان‌ترین گزینه پیش روی ارمنستان است. دولت ارمنستان دارد فرایند ساخت این کارخانه را پیگیری می‌کند.

## نیروی کار

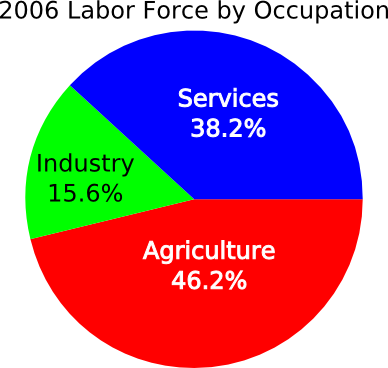
چارت نیروی کار (۲۰۰۶)

| بخش     | سال ۲۰۰۶ | سال ۲۰۰۸ |
| ------- | -------- | -------- |
| خدمات   | ۳۸٫۲٪    | ۳۹       |
| کشاورزی | ۴۶٫۲٪    | ۴۴٫۲٪    |
| صنعت    | ۱۵٫۶٪    | ۱۶٫۸٪    |
| مجموع   | ۱۰۰٪     | ۱۰۰٪     |

## حمل و نقل
- راه‌آهن ۸۶۹ کیلومتر (۵۴۰ مایل)
- راه شوسه ۷٬۷۰۵ کیلومتر (۴٬۷۸۸ مایل)
- حمل و نقل هوایی داخلی: ۶۶۷٫۴ مایل (۱٬۰۷۴٫۱ کیلومتر)
- فرودگاه‌ها: ۱۰ (فرودگاه بین‌المللی زوارتنوتس، فرودگاه گوریس، فرودگاه شیراک، فرودگاه استپاناوان، فرودگاه اربونی، فرودگاه گیومری، فرودگاه تاشیر، فرودگاه جرموک)

## ارزش واحد پولی

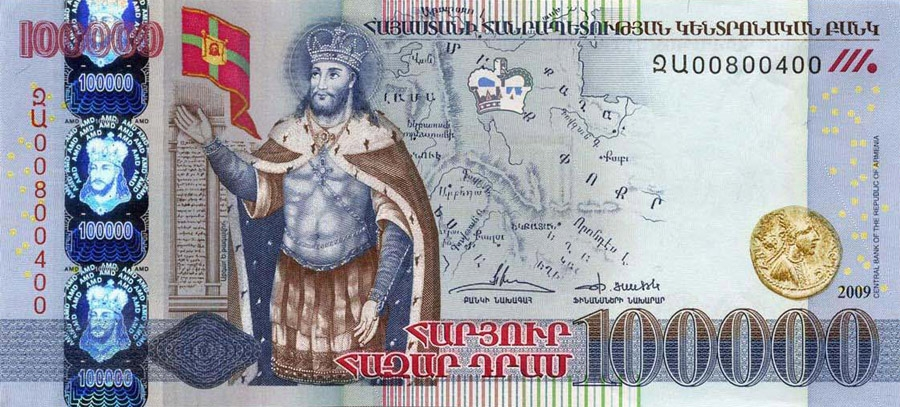
۱۰۰٬۰۰۰ درام ارمنستان

ارمنستان کشوری است با نرخ ارز شناور که هیچ هدف مشخصی برای نرخ ارز ندارد. نسبت درام ارمنستان به ارزهای مهم بین سال‌های ۱۹۹۸ تا ۲۰۰۳ تقریباً ثابت بود؛ آغاز افزایش شدید ارزش آن در سال ۲۰۰۴ بود که در برابر دلار آمریکا حدود ۴۶ درصد افزایش اسمی یافت. مهم‌ترین دلیل افزایش ارزش درام، ضعیف شدن جهانی دلار آمریکا، ورود حجم زیادی ارز خارجی توسط ارمنی‌های خارجی و افزایش تولیدات و درآمد داخلی است. افزایش شدید ارزش درام، باعث اثر منفی بر رقابت‌پذیری خارجی تولیدات ارمنی شده‌است؛ همچنین ارزش پول‌های فرستاده شده از خارج که عمدتاً به دلار است، کم شده‌است.
نرخ برابری درام ارمنستان با دلار آمریکا
| واحد پول | سال ۲۰۰۸ | سال ۲۰۰۹ | برآورد ۲۰۱۰ | برآورد ۲۰۱۲ | برآورد ۲۰۱۳ |
| -------- | -------- | -------- | ----------- | ----------- | ----------- |
| دلار     | ۱$       | ۱        | ۱           | ۱           | ۱           |
| درام     | ۳۰۳٫۹۳   | ۳۶۳٫۲۸   | ۳۷۳٫۶۶      | ۴۰۱٫۷۶      | ۴۱۰٫۵       |

### صادرات

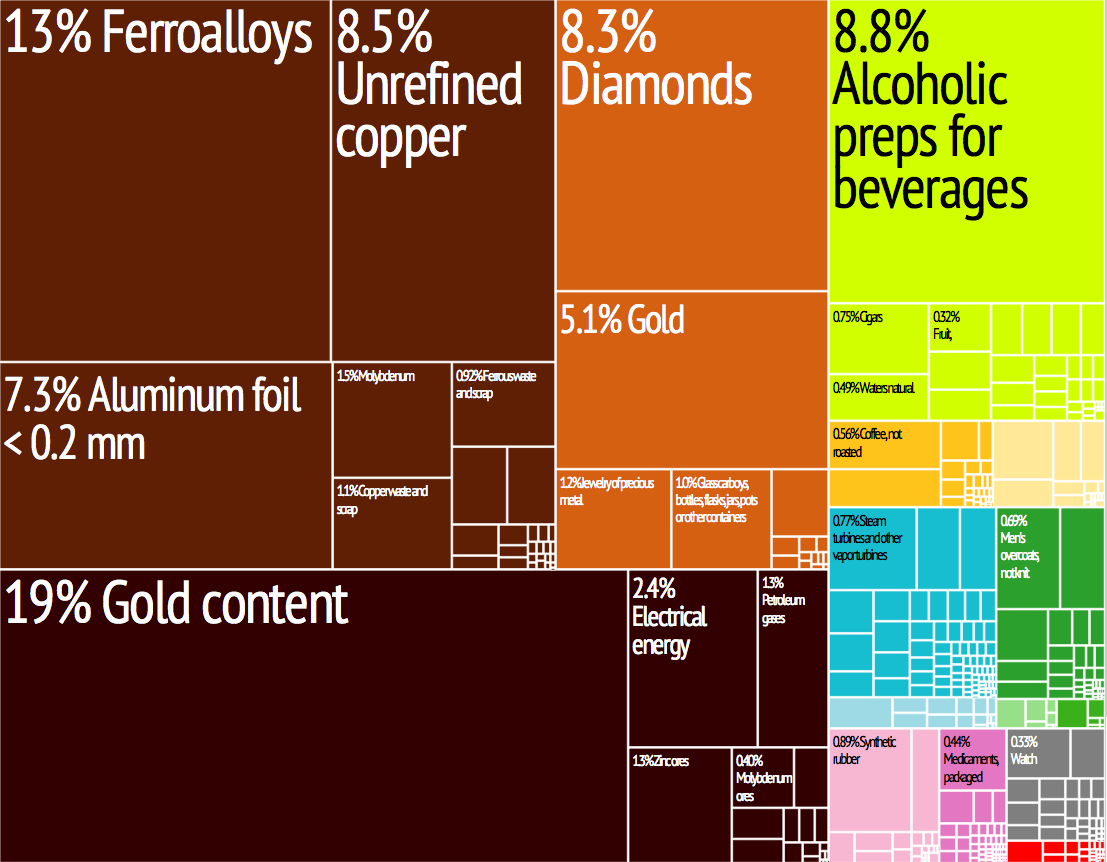

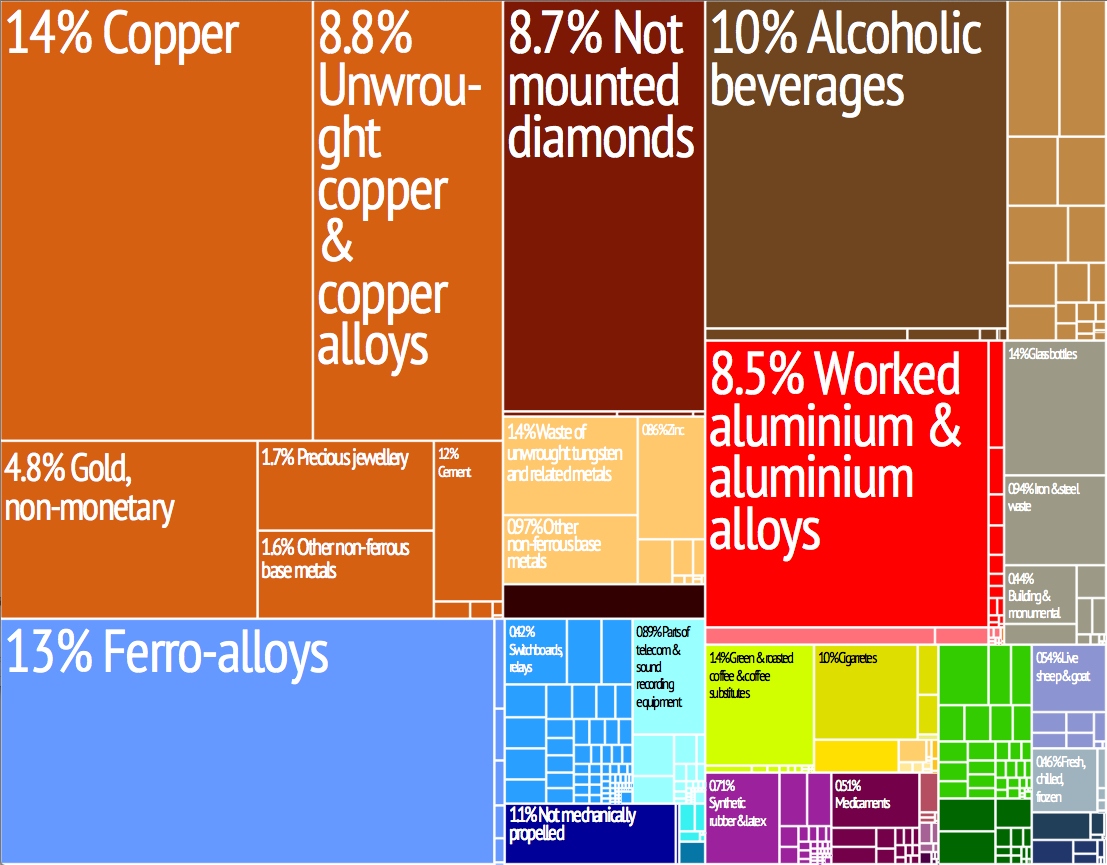

## تجارت خارجی

### شرکای اصلی تجاری
| کشور                | صادرات | درصد   |
| ------------------- | ------ | ------ |
| روسیه               |        | ۱۹٫۴۶٪ |
| آلمان               |        | ۱۰٫۷۱٪ |
| بلغارستان           |        | ۹٫۰۵٪  |
| بلژیک               |        | ۸٫۹۰٪  |
| ایران               |        | ۶٫۶۰٪  |
| ایالات متحده آمریکا |        | ۶٫۱۱٪  |
| کانادا              |        | ۵٫۹۵٪  |
| هلند                |        | ۵٫۵۸٪  |
| گرجستان             |        | ۵٫۴۶٪  |
| سوئیس               |        | ۵٫۰۰٪  |

| کشور                | واردات | درصد   |
| ------------------- | ------ | ------ |
| روسیه               |        | ۲۴٫۶۶٪ |
| چین                 |        | ۹٫۳۱٪  |
| ایران               |        | ۵٫۱۴٪  |
| اوکراین             |        | ۵٫۰۶٪  |
| ترکیه               |        | ۴٫۹۹٪  |
| آلمان               |        | ۳٫۹۶٪  |
| ایتالیا             |        | ۳٫۹۰٪  |
| ایالات متحده آمریکا |        | ۳٫۰۴٪  |
| برزیل               |        | ۲٫۱۸٪  |
| رومانی              |        | ۲٫۰۶٪  |

### واردات
ارزش تولید ناخالص داخلی این کشور حدود ۱۸ میلیارد دلار است و وابستگی زیادی به سرمایه‌ها و حمایت‌های مالی خارجی دارد. ارمنستان قدیمی‌ترین سرزمین مسیحی‌نشین در جهان است و کلیساهایی در این کشور وجود دارد که احداث آن‌ها به قرن چهارم هجری باز می‌گردد. وال استریت ژورنال و بنیاد هریتیج در گزارش اخیر خود ارمنستان را لیبرال‌ترین و بازترین اقتصاد در میان کشورهای عضو کشورهای مستقل همسود (CIS) معرفی کردند. طبق گزارش ارائه شده ۶۹٫۴ درصد از اقتصاد ارمنستان آزاد است و از جهت شاخص آزادی اقتصادی (Index of Economic Freedom) رتبه ۴۱ام در جهان و رتبه19 ام را در میان ۴۱ کشور اروپایی دارد.
| سال  | درصد اقتصاد آزاد | رتبه جهانی | رتبه اروپایی |
| ---- | ---------------- | ---------- | ------------ |
|      | ۶۹٫۴ درصد        | ۳۲ام       | ۱۹ام         |
| ۲۰۱۳ | ۶۹٫۴             | ۳۸ام       |              |
| ۲۰۱۲ | ۶۸٫۸             | ۳۹ام       |              |

## ذخایر معدنی
ارمنستان از لحاظ منابع بسیار غنی بوده و از تولیدکنندگان بزرگ مولیبدن در جهان به‌شمار می‌آید. این کشور علاوه بر مولیبدن دارای ذخایر بزرگی از آهن، جیوه، کرومیت، مس و طلا و انواع سنگ‌های ساختمانی و تزیینی است. ارمنستان همچنین در صنعت الماس سازی بسیار فعال است.

## آمار کلی
- واحد پول: درام ارمنستان (ARD)

| عنوان                      | ۲۰۱۴  | ۲۰۱۳  | ۲۰۱۲  | ۲۰۱۱ | ۲۰۱۰  | ۲۰۰۹ | ۲۰۰۸ | ۲۰۰۷ | ۲۰۰۶ | ۲۰۰۵ | ۲۰۰۴ | ۲۰۰۳ | ۲۰۰۲ | ۲۰۰۱ | ۲۰۰۰ | ۱۹۹۹ | ۱۹۹۸ | ۱۹۹۷ | ۱۹۹۶ | ۱۹۹۵ | ۱۹۹۴ | ۱۹۹۳ | ۱۹۹۲ |
| -------------------------- | ----- | ----- | ----- | ---- | ----- | ---- | ---- | ---- | ---- | ---- | ---- | ---- | ---- | ---- | ---- | ---- | ---- | ---- | ---- | ---- | ---- | ---- | ---- |
| رتبه آسانی انجام کسب و کار | ۳۷ام  | ۲۳ام  | ۵۵ام  | ۴۸ام | ۴۳ام  | ۵۰ام | ۴۱ام | ۴۲   | ۴۱ام |      |      |      |      |      |      |      |      |      |      |      |      |      |      |
|                            |       |       |       |      |       |      |      |      |      |      |      |      |      |      |      |      |      |      |      |      |      |      |      |
| جهانگردی                   |       |       |       |      |       |      |      |      |      |      |      |      |      |      |      |      |      |      |      |      |      |      |      |
|                            |       |       |       |      |       |      |      |      |      |      |      |      |      |      |      |      |      |      |      |      |      |      |      |
| جمعیت زیر خط فقر: (برآورد) |       |       |       |      | ۳۵٫۸٪ |      |      |      |      |      |      |      |      |      |      |      |      |      |      |      |      |      |      |
| سرانه تولید ناخالص داخلی   |       |       |       |      |       |      |      |      |      |      |      |      |      |      |      |      |      |      |      |      |      |      |      |
| تولید ناخالص داخلی         |       |       |       |      |       |      |      |      |      |      |      |      |      |      |      |      |      |      |      |      |      |      |      |
| نیروی کار/میلیون (برآورد)  |       | ۱٫۳۹۴ |       |      |       |      |      |      |      |      |      |      |      |      |      |      |      |      |      |      |      |      |      |
| رتبه نیروی کار             |       | ۱۳۳ام |       |      |       |      |      |      |      |      |      |      |      |      |      |      |      |      |      |      |      |      |      |
| نرخ بیکاری (برآورد)        |       |       | ۱۷٫۳٪ | ۱۸٫۵ | ۱۸٫۴  | ۱۹٫۰ |      |      |      |      |      |      |      |      |      |      |      |      |      |      |      |      |      |
| رتبه نرخ بیکاری            |       |       | ۱۵۲ام |      |       |      |      |      |      |      |      |      |      |      |      |      |      |      |      |      |      |      |      |
| نرخ تورم                   | ۶٫۲۰٪ | ۵٫۸   |       |      |       |      |      |      |      |      |      |      |      |      |      |      |      |      |      |      |      |      |      |
| واردات (بیلیون دلار)       |       |       | ۳٫۶۵۶ |      |       |      |      |      |      |      |      |      |      |      |      |      |      |      |      |      |      |      |      |
| صادرات (بیلیون دلار)       |       |       | ۱٫۶۰۲ |      |       |      |      |      |      |      |      |      |      |      |      |      |      |      |      |      |      |      |      |

|  |  |  |

|                                      | ۱۹۹۵  | ۱۹۹۶  | ۱۹۹۷  | ۱۹۹۸  | ۱۹۹۹  | ۲۰۰۰  | ۲۰۰۱  | ۲۰۰۲  | ۲۰۰۳  | ۲۰۰۴  | ۲۰۰۵  | ۲۰۰۶  | ۲۰۰۷  | ۲۰۰۸  | ۲۰۰۹  |
| تولید ناخالص داخلی                   | ۱۰۶٬۹ | ۱۰۵٬۹ | ۱۰۳٬۳ | ۱۰۷٬۳ | ۱۰۳٬۳ | ۱۰۵٬۹ | ۱۰۹٬۶ | ۱۱۳٬۲ | ۱۱۴٬۰ | ۱۱۰٬۵ | ۱۱۳٬۹ | ۱۱۳٬۲ | ۱۱۳٬۸ | ۱۰۶٬۸ | ۸۵٬۶  |
| تولیدات صنعتی                        | ۱۰۲   | ۱۰۱   | ۱۰۱   | ۹۸    | ۱۰۵   | ۱۰۶   | ۱۰۵   | ۱۱۵   | ۱۱۵   | ۱۰۲   | ۱۰۸   | ۹۹٬۱  | ۱۰۳   | ۱۰۲   | ۹۲٬۲  |
| تولیدات کشاورزی                      | ۱۰۵   | ۱۰۲   | ۹۴    | ۱۱۳   | ۱۰۱   | ۹۸    | ۱۱۲   | ۱۰۴   | ۱۰۴   | ۱۱۵   | ۱۱۱   | ۱۰۰٬۴ | ۱۱۰   | ۱۰۱   | ۹۹٬۹  |
| سرمایه‌گذاری در دارایی‌های ثابت        | ۹۶    | ۱۱۳   | ۱۰۰   | ۱۱۷   | ۹۸    | ۱۲۷   | ۱۰۶   | ۱۴۵   | ۱۴۱   | ۱۱۵   | ۱۳۳   | ۱۳۸   | ۱۲۰   | ۱۰۳   | ۶۳٬۶  |
| حمل و نقل اقلام                      | ۹۹٬۷  | ۹۲    | ۹۴    | ۸۷    | ۹۱    | ۹۰    | ۱۱۴   | ۱۶۹   | ۹۲    | ۹۳    | ۱۲۳   | ۱۱۹   | ۱۰۵   | ۸۸    | ۱۰۹٬۷ |
| حجم معاملات تجاری خرده فروشی         | ۱۵۴   | ۱۱۳   | ۱۰۵   | ۱۰۶   | ۱۱۱   | ۱۰۹   | ۱۱۶   | ۱۱۶   | ۱۱۵   | ۱۱۱   | ۱۰۹1) | ۱۱۱1) | ۱۱۰1) | ۱۰۴1) | ۱۰۱1) |
| شاخص های قیمت تولید از محصولات صنعتی | ۳۷۵   | ۱۲۲   | ۱۱۹   | ۱۱۳   | ۱۰۲   | ۱۰۰٬۸ | ۹۹٬۶  | ۱۰۳   | ۱۰۹   | ۱۲۲   | ۱۰۸   | ۱۰۰٬۹ | ۱۰۰٬۶ | ۱۰۲   | ۱۰۷٬۱ |
| شاخص های قیمت مصرف‌کننده2)            | ۲۷۶   | ۱۱۹   | ۱۱۴   | ۱۰۹   | ۱۰۱   | ۹۹    | ۱۰۳   | ۱۰۱   | ۱۰۵   | ۱۰۷   | ۱۰۱   | ۱۰۳   | ۱۰۴   | ۱۰۹   | ۱۰۳٬۴ |
| صادرات به کشورهای مستقل همسود        | ۱۰۷   | ۷۶    | ۷۴    | ۸۵    | ۷۰    | ۱۳۰   | ۱۲۱   | ۱۰۸   | ۱۳۴   | ۹۷    | ۱۵۰   | ۱۱۳   | ۱۶۷   | ۹۶    | ۵۵٬۸۲ |
| صادرات به سایر کشورها                | ۱۷۶   | ۱۶۰   | ۸۵    | ۱۰۲   | ۱۲۵   | ۱۳۰   | ۱۱۱   | ۱۶۲   | ۱۳۶   | ۱۰۷   | ۱۳۱   | ۱۰۰٬۷ | ۱۰۴   | ۹۲    | ۶۹٬۱۵ |
| واردات کشورهای مستقل همسود           | ۱۶۳   | ۸۳    | ۱۰۸   | ۷۷    | ۸۱    | ۹۳    | ۱۲۶   | ۱۳۸   | ۱۱۸   | ۱۰۹   | ۱۳۵   | ۱۳۴   | ۱۵۶   | ۱۲۱   | ۸۲٬۷۱ |
| واردات از سایر کشورها                | ۱۸۱   | ۱۷۰   | ۱۰۳   | ۱۱۳   | ۹۳    | ۱۱۴   | ۹۳    | ۱۰۴   | ۱۳۵   | ۱۰۴   | ۱۳۳   | ۱۱۷   | ۱۴۷   | ۱۴۲   | ۷۱٬۴۳ |

## توضیحات
1. ↑  ّFor a discussion of alternative policies available to the government in the sake of the crisis, see PFA (2008b)
2. ↑  While still largely anecdotal, some evidence of this began surfacing following the release of the US dipolamtic cables from the Embassy in Yerevan describing the phenomenon and providing specific examples